# Filmové žně
Filmové žně byl český filmový festival, který se konal ve Zlíně v letech 1940 a 1941. Šlo o první český filmový festival v historii.
Od roku 1961 se ve Zlíně koná Zlín Film Festival (původně Mezinárodní festival filmů pro děti a mládež).

## Historie
Festival se konal v době Protektorátu Čechy a Morava během německé okupace českých zemí a druhé světové války. První ročník zlínského festivalu Filmové žně se uskutečnil 3.–7. července 1940. Pořádalo jej Filmové ústředí pro Čechy a Moravu jakožto přehlídku nových filmů české produkce, organizovaly jej zlínské filmové ateliéry, patřící firmě Baťa, které byly posledními v českém vlastnictví. Festival byl velkou společenskou událostí s účastí mnohých filmařů, herců i politiků. Filmové projekce se konaly ve Velkém kině. Druhý ročník proběhl mezi 29. července až 2. srpna 1941.
Další ročníky festivalu se již neuskutečnily. Zlínské filmové ateliéry převzali počátkem roku 1942 Němci, navíc společenské a politické poměry se změnily po atentátu na Reinharda Heydricha v květnu 1942.

## Dokumentární film "II. Filmové žně"
Na 2. ročníku vznikl dokumentární film o tom, co všechno se na festivalu dělo. Dokument má 13 minut a jeho režisérem byl Pavel Hrdlička.

## Filmový program

### 1. ročník (3.–7. července 1940)
Středa 3. července
- Panna - film
- Defilé č. 4 a č. 5
- Žárovka
- Konečně sami - film

Čtvrtek 4. července
- Vodáci
- České sklo
- Dívka v modrém - film
- Rychlý posel
- Karlštejn
- Štěstí pro dva - film

Pátek 5. července
- To byl český muzikant
- Aktuality
- Věčná tma - film
- Človíčkové
- Artur a Leontýna - film

Sobota 6. července
- Struny mluví
- Muzikantská Liduška (opakování)

Neděle 7. července
- Kubaňa - film
- Na druhý břeh
- Řeka života a smrti - film
- Minulost Jany Kosinové - film

### 2. ročník (29. července - 2. srpna 1941)
Podrobný program 2. ročníku Filmových žní se nezachoval, a proto jsou dostupné informace pouze přibližné. Dochovaný přehled událostí naznačuje následující průběh festivalu:

#### Seznam filmů na Filmových žních na 2. ročníku
- Jan Cimbura
- Noční motýl
- Advokát chudých
- Pantáta Bezoušek
- Z českých mlýnů
- Provdám svou ženu
- Hotel Modrá hvězda
- Roztomilý člověk

#### Program na 2. ročníku
Úterý 29. července 1941
- Průvod herců a režisérů od vlakového nádraží k Baťovu Společenskému domu.
- Představení filmu Provdám svou ženu

Středa 30. července 1941
- Plavecké závody
- Představení filmu Advokát chudých

Čtvrtek 31. července 1941
- Premiéra filmu Pantáta Bezoušek
- Představení filmu Hotel Modrá hvězda

Pátek 1. srpna 1941
- Premiéra filmu Noční motýl

Sobota 2. srpna 1941
- Ukončení 2. ročníku festivalu